# Torre de Medala
La torre de Medala es una torre de época nazarí construida entre los siglos XIII y XV en lo que era Al-Ándalus, actual Andalucía (España). Su situación concreta es en la provincia de Almería en la población de Tahal.
Se trata de una torre de alquería, que formaba parte de un conjunto homogéneo de asentamientos medievales. Su función era la de avisar a la población en caso de peligros. Se  ubica cerca del despoblado del mismo nombre, el cual recibía en el siglo XVI el nombre de Beni Medala, lo cual da idea de su origen árabo-bereber y clánico.
Es una torre de planta rectangular realizada en mampostería y con un grosor de muros que oscila entre los 0,82 y los 0,93 m. 

## Conservación
La estructura está casi enterrada por piedras procedentes de la misma construcción. Carece de figura legal de protección alguna.